# 弗雷澤·埃爾德
弗雷澤·埃爾德（英語：Fraser Aird；1995年2月2日—）是一位蘇格蘭裔加拿大足球運動員。在場上的位置是邊鋒。他現在效力於加拿大超級足球聯賽球隊卡加利騎兵。他也代表加拿大國家足球隊參賽。

## 外部連結
- 足球数据库：Fraser Aird的球员统计数据
- Rangers F.C. profile